# Crust punk
Crust punk (vagy csak szimplán crust) a heavy metal egyik alműfaja. Több zenei ágazat hatott ki rá, főleg az anarcho-punk, a hardcore és az extrém metal. Az 1980-as évek közepén alakult ki Angliában.
A crust megmaradt underground mélységben, ennek ellenére az egész világon ismert stílus.

## Műfaji jellemzők
A crust gyakran tempós, de néhol átmegy lassabb dallamba. Az énekes legtöbbször torokból énekel, de az ének gyakrabban inkább artikulálatlan hörgéshez hasonló.
A zenének többnyire sötét és pesszimista szövegei vannak. Szövegei a politikáról és a társadalom szerencsétlenségéről szólnak.

## Öltözködés
A crust képviselőinek, rajongóinak hasonlóan az anarcho-punkokhoz, a legtöbb ruhájuk fekete. Általában kapucnis pulóvert viselnek, amelyeket felvarrókkal tarkítanak, mellényük tele van szegecselve és szintén tele van felvarrókkal. Ehhez társul a simléderes sapka.

## Képviselőik
Az első nevesebb crust zenekarok a Doom, az Amebix, a Nausea, az Antisect és a Hellbastard.